# Groen fluorescent proteïne

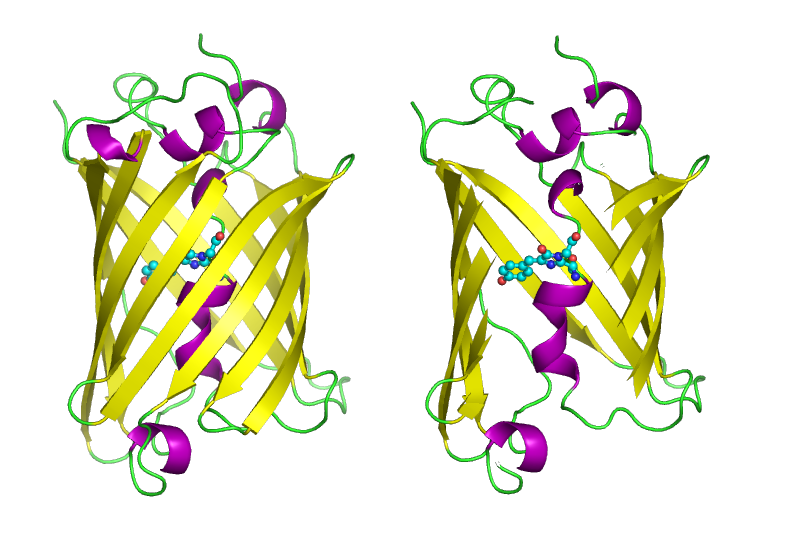
Twee moleculen GFP. De structuur van GFP bestaat uit een bèta-barrel met in het midden het fluorescerende deel van de aminozuurketen.

Groen fluorescerend eiwit of GFP (Engels: Green Fluorescent Protein) is een fluorescent eiwit dat voor het eerst in 1962 bij de kwal Aequorea victoria werd ontdekt. Er zijn veel verschillende varianten van GFP ontwikkeld, die bijvoorbeeld in plaats van groen een andere kleur licht uitzenden, of die chemisch stabieler zijn.
Fluorescerende eiwitten hebben een zeer belangrijke rol gekregen in de moleculaire biologie, waar ze vooral gebruikt worden om andere eiwitten te labelen. Met behulp van fluorescentiemicroscopie kan men dan bijvoorbeeld traceren waar in de cel een eiwit zich bevindt. Doordat het groen fluorescent proteïne genetisch gecodeerd kan worden, is dit soort labeling minimaal invasief en uiterst selectief. Fluorescente labeling is veiliger en gevoeliger dan radioactieve labeling, wat voorheen veel gebruikt werd.
Fluorescente proteïnen spelen ook een belangrijke rol in diffractie-ongelimiteerde fluorescentiemicroscopie. Sommige varianten kunnen met behulp van licht aangeschakeld worden of ook weer door inschijnen van licht, van een groene naar een rode vorm gebracht worden. Dankzij deze eigenschappen is het mogelijk om met technieken zoals PALM biologische systemen in beeld te brengen met een resolutie van beter dan 200 nanometer.
Martin Chalfie, Osamu Shimomura en Roger Y. Tsien kregen in 2008 de Nobelprijs voor de Scheikunde voor de ontdekking en ontwikkeling van GFP.